# 偏锗酸钴
偏锗酸钴是钴的锗酸盐之一，化学式为CoGeO3。它在室温时是顺磁性的，在32±1 K时转变为反铁磁性。它存在正交和单斜两种晶系。它可由四氧化三钴（或氢氧化钴）和二氧化锗在高温反应制得。化学气相转移法也能用于它的制备。